# Mandhælg
Mandhælg betød i den oldnordiske og middelalderlige danske retslovgivning den sikkerhed mod personlige angreb, som for det enkelte samfundsmedlem var en følge af den i samfundet herskende fred.
Fortabelse af mandhælg var for så vidt ensbetydende med fredløshed, men bruges i Erik’s Sjællandske Lov og Jyske Lov særlig for at betegne en begrænset fredløshed, som udenfor de store straffesager anvendtes for at tvinge sagsøgte til at rette for sig.
I Jyske Lov siges det om den, der har mistet sin mandhælg, at domhaveren ansvarsfrit kan slå ham, og at han, hvis han dræber ham, beholder sin fred, dvs. slipper med at betale mandebod, mens drab efter jysk ret ellers i almindelighed medførte fredløshed.
Mere detaljerede regler indeholdes i Sjællandske Lov, hvorefter den, der havde fået en person dømt fra sin mandhælg, nok måtte slå og såre ham, men ikke dræbe ham eller lemlæste ham eller slå ham til "Krykkemand for en lang Fremtid", hvorhos den mandhælgløse skulle nyde fred på visse steder (på tinge, i kirken, på torv, i sit hjem eller Herberg, i leding). Som det vil ses, mistede vedkommende kun den sædvanlige retsbeskyttelse for sin person i forhold til domhaveren, med hvem dog dennes medfølgere ligestilles, men da han endvidere var udelukket fra at optræde som sagsøger på tinge, kunne han ikke, så længe mandhælgløsheden varede, søge beskyttelse hos domstolene mod krænkelser, tilføjede ham af andre, men måtte vente med at påtale dem, indtil han havde generhvervet sin mandhælg.
Fortabelse af mandhælg idømtes i reglen af herredstinget og virkede da kun indenfor herredet, men ifølge Sjællandske Lov kunne sagen forfølges videre ind for Landstinget, og der kunne da, når den pågældende heller ikke her rettede for sig, i henhold til landstingets dom indtræde mandhælgløshed i hele Landet. Også Valdemar’s Sjællandske Lov kender begrebet mandhælgsfortabelse, men står på et ældre standpunkt, idet den endnu herved forstår egentlig fredløshed, blot begrænset til herredet.
Betegnelsen (oldnorsk mannhelgi og mannhelgr, oldsvensk mannhælghi, mannhælgh) er ligeledes vel kendt i ældre norsk og svensk ret, hvorhos den fra den første er gået over i den yngre islandske lovbog, Jonsbogen. I norsk-islandsk lovsprog bruges ordet tillige om det afsnit af de gamle lovbøger, der omhandler voldelige angreb på
person (også kaldet mandhelgebolken).